# Hypenopsis insciens
Hypenopsis insciens là một loài bướm đêm trong họ Erebidae.